# Kalwaria Tokarska

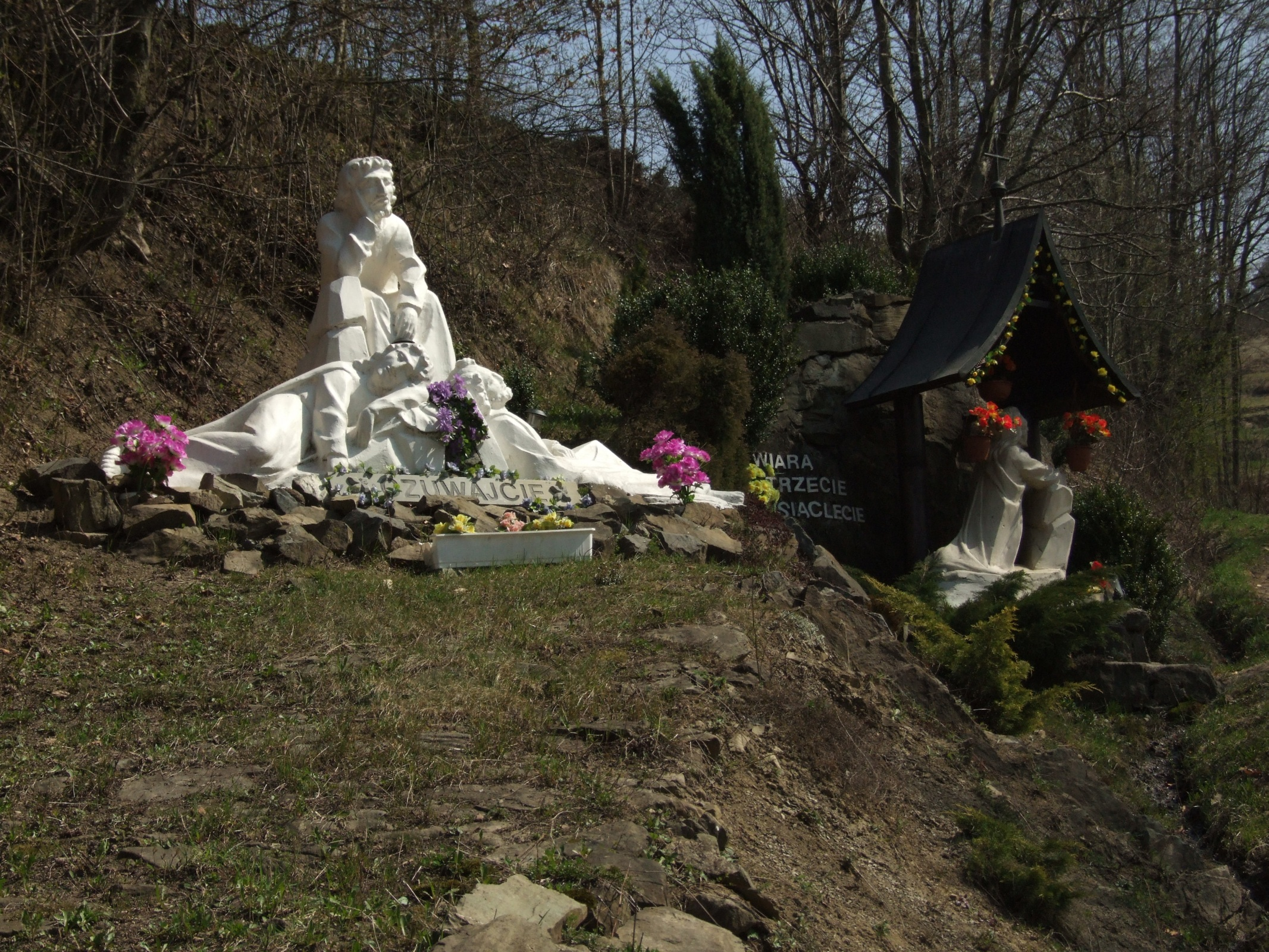
Jedna ze stacji Kalwarii

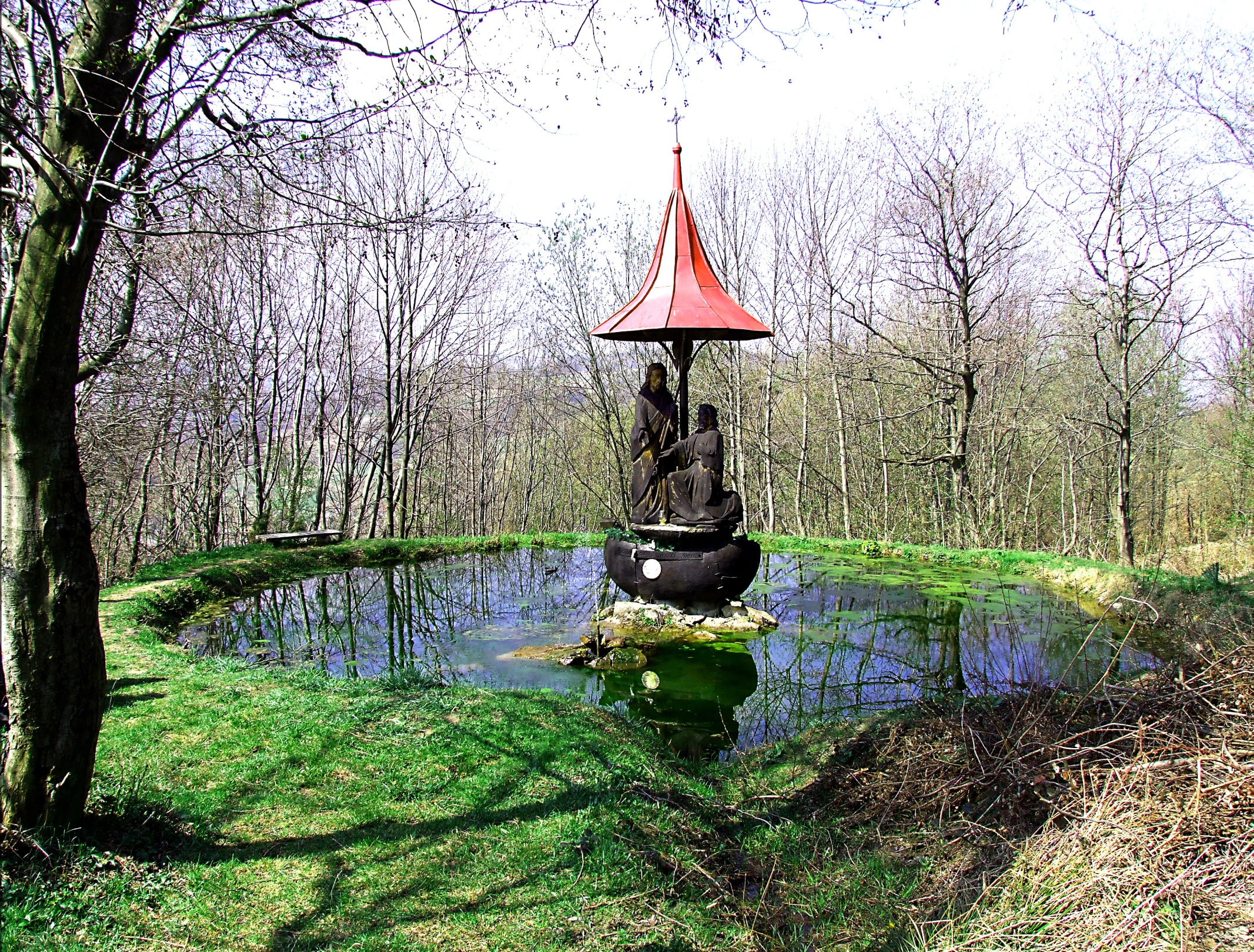
Jedna ze stacji Kalwarii

Kalwaria Tokarska – zespół 14 rzeźb plenerowych, znajdujący się na północnych zboczach Urbaniej Góry w masywie Zębalowej w Beskidzie Wyspowym nad wsią Tokarnia. Rzeźby powstały w latach 1982–2003 i są dziełem miejscowego rzeźbiarza Józefa Wrony.

Patronem Kalwarii jest św. Franciszek z Asyżu. Do jej powstania przyczynił się proboszcz z Tokarni, ks. Jan Mach, natomiast całość poświęcona została w uroczystość Bożego Ciała w 1995 przez biskupa krakowskiego Stanisława Smoleńskiego.

## Rzeźby Kalwarii (w nawiasie data powstania)
- Figura św. Franciszka z Asyżu (1995),
- Scena ze śpiącymi Apostołami (2000),
- Modlitwa w Ogrójcu (1999),
- Płaskorzeźba Najświętszej Maryi Panny na drzewie,
- Anioł Stróż (1984),
- Grota Matki Boskiej Niepokalenie Poczętej (1982),
- Kapliczka słupowa Św. Rodziny (1994),
- Chrystus Frasobliwy (1982),
- Piwnica Biczowania (1983),
- Prymat Św. Piotra z Chrystusem (1986)
- Figura Matki Bożej Fatimskiej (1992),
- Pietà (2003)
- Kaplica Trzeciego Upadku (1998)
- Figura Chrystusa Ukrzyżowanego (1985)

Częściowo ścieżki Kalwarii biegną  czarnym szlakiem z Tokarni na Zębalową. 